# Lucas Picarelli
Lucas Picarelli (Buenos Aires, 7 de septiembre de 1981) es un exbasquetbolista argentino que jugaba en la posición de base. Luego de actuar en la NAIA de los Estados Unidos, desarrolló una larga carrera como deportista profesional en su país, disputando la Liga Nacional de Básquet, el Torneo Nacional de Ascenso y el Torneo Federal de Básquetbol. Fue parte del plantel de Peñarol de Mar del Plata que se consagró campeón de la Liga de las Américas 2007-08.

## Trayectoria
Picarelli comenzó a jugar al básquetbol en su niñez, formándose entre el club Pinocho y las canchas de Buenos Aires donde se jugaba al básquetbol callejero.
Fue reclutado por Boca Juniors, donde jugó en el equipo de reserva y, en 2001, partió hacia los Estados Unidos para estudiar en el Spring Hill College de Mobile, Alabama, y jugar al básquetbol con los Badgers, el equipo de la institución que competía en la Gulf Coast Athletic Conference de la NAIA.
Regresó a la Argentina en 2003 y fue contratado por River Plate para disputar la temporada 2003-04 del TNA. Tras consagrase campeón de ese torneo, pudo hacer su debut en la Liga Nacional de Básquet, la máxima categoría del básquetbol profesional argentino.
Picarelli se afianzó como un jugador de la élite de su deporte en la Argentina, jugando siete temporadas en la LNB: pasó por Estudiantes de Olavarría, Ben Hur, Peñarol de Mar del Plata -con el que se consagró campeón de la Liga de las Américas 2007-08-, Regatas Corrientes y Olímpico. En esa época también representó a Capital Federal en el Campeonato Argentino de Básquet, obteniendo el título en la edición de 2006.
En septiembre de 2011 fue contratado por Estudiantes Concordia, por lo que retornó al TNA. Sin embargo, en la temporada siguiente, volvió a jugar en la LNB al ser fichado por Quimsa como sustituto temporario del lesionado Juan Pablo Cantero.
En 2013 se incorporó a Independiente de Tandil con el objetivo de conquistar el título del Torneo Federal de Básquetbol. Tras fallar en su objetivo, volvió a jugar en el TNA, disputando la temporada 2014-15 con Ferro y la temporada 2015-16 con Sarmiento de Resistencia.
Posteriormente jugaría el Torneo Pre-Federal de FEBAMBA de 2017 con Pinocho, la temporada 2017-18 de La Liga Argentina con Villa General Mitre, y el tramo inicial de la temporada 2018-19 del TFB con Lanús.
Tras su retiro se desempeñó como administrador deportivo de Ferro, ocupándose de coordinar el área de básquetbol amateur y profesional del club.